# Résolution 1536 du Conseil de sécurité des Nations unies
Membres permanents
- Chine
- États-Unis
- France
- Royaume-Uni
- Russie

Membres non permanents
- Algérie
- Allemagne
- Angola
- Bénin
- Brésil
- Chili
- Espagne
- Pakistan
- Philippines
- Roumanie

Résolution no 1535 Résolution no 1537
La résolution 1536 du Conseil de sécurité des Nations unies fut adoptée à l'unanimité le 26 mars 2004. Après avoir réaffirmé toutes les résolutions sur la situation en Afghanistan, en particulier la résolution 1471 (en) (de 2003), le Conseil a prorogé le mandat de la Mission d'assistance des Nations unies en Afghanistan (MANUA) pour une période de douze mois jusqu'au 26 mars 2005.

## Résolution

### Observations
Le Conseil de sécurité a réaffirmé son attachement à la souveraineté, à l'intégrité territoriale, à l'indépendance et à l'unité de l'Afghanistan et s'est félicité de la constitution adoptée par la Loya Jirga le 4 janvier 2004. Il a également approuvé l'accord de la "Déclaration de Kaboul sur les relations de bon voisinage" et a souligné le rôle central des Nations unies pour aider le peuple afghan à reconstruire son pays. La légitimité de l’Administration transitoire afghane et l’approbation de l’Accord de Bonn ont été réaffirmées, y compris une conférence internationale planifiée promettant un engagement à long terme en Afghanistan.
En outre, le préambule de la résolution soulignait l'importance d'étendre l'autorité gouvernementale dans tout le pays, ainsi que la réforme du secteur de la sécurité et un programme global de démobilisation, désarmement et réhabilitation (DDR).

### Contenu
Le Conseil de sécurité a souligné la nécessité d’assurer une sécurité adéquate et un soutien pour la tenue d’élections. Les autorités afghanes ont été instamment priées de mettre en place un processus électoral représentatif, incluant notamment les femmes et les réfugiés. À cet égard, l’accélération de l’inscription des électeurs s’imposait.
La résolution a salué les progrès accomplis depuis la mise en place d'un programme DDR en octobre 2003 et la contribution du Groupe international d'observateurs. Entre-temps, les efforts déployés par les autorités afghanes pour lutter contre le trafic de drogues ont été salués par le Conseil, tout en soulignant que ces efforts ne pouvaient être dissociés de la création d'une économie forte et d'un environnement sûr grâce à des efforts accrus de la communauté internationale.
Se félicitant de la nomination de Jean Arnault (en) au poste de Représentant spécial du Secrétaire général pour l'Afghanistan, le Conseil a demandé à la MANUA, en collaboration avec le Haut-Commissariat des Nations unies aux droits de l'homme, d'aider la Commission afghane des droits de l'homme. Les parties afghanes ont en outre été instamment priées d’assurer la liberté de mouvement et la sécurité du personnel de la MANUA.
Le Conseil a salué les progrès accomplis par la Force internationale d'assistance et de sécurité pour étendre sa présence au-delà de la capitale Kaboul et s’acquitter de son mandat énoncé dans les résolutions 1444 (de 2002) et 1510 (de 2003). En outre, les membres du Conseil se sont félicités du développement de l’armée nationale afghane et de la police nationale afghane. Enfin, le Secrétaire général Kofi Annan a été chargé de rendre compte régulièrement de la situation en Afghanistan et du rôle futur de la MANUA.